# Ламия (дим)
Лами́я (греч. Δήμος Λαμιέων) — община (дим) в Греции. Входит в периферийную единицу Фтиотида в периферии Центральная Греция. Население 75 315 человек по переписи 2011 года. Площадь 947,006 квадратного километра. Плотность 79,53 человека на квадратный километр. Административный центр — Ламия. Димархом на местных выборах 2019 года избран Эфтимиос Караискос (Ευθύμιος Καραΐσκος).
Община Ламия создана в 1835 году. В 2010 году (ΦΕΚ 87Α) по программе «Калликратис» к общине присоединены населённые пункты упразднённых общин Горгопотамос, Ипати и Лианокладион, а также сообщество Павлиани.